# Хімічна промисловість України

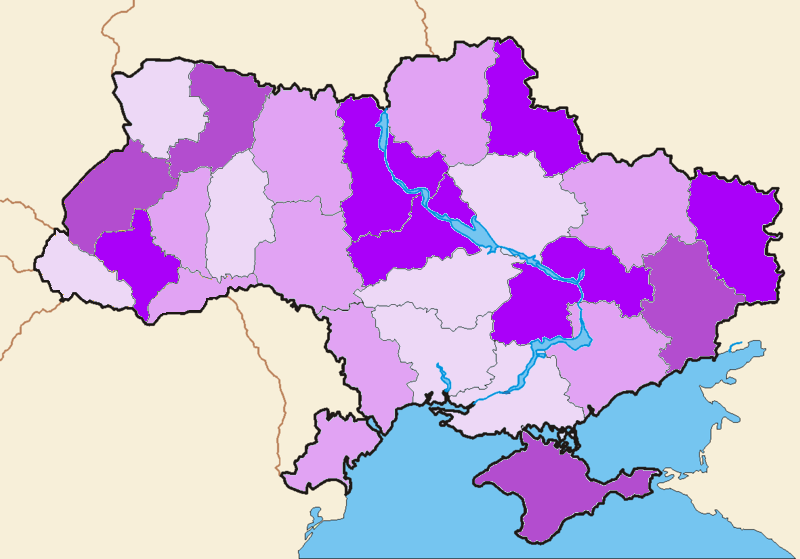
Хімічна промисловість України. Кольорами позначено рівень розвитку хімічної промисловості у різних областях України від темнішого до світлішого: Дуже високий, високий, середній, низький.

Хімі́чна промисло́вість Украї́ни — хімічна промисловість в межах України.
Для свого розвитку має міцну сировинну базу: власне хімічну сировину (сірка, солі, фосфорити), відходи від інших галузей промисловості, а також нафту, вугілля, природний газ.

## Історія

### До 1917
Початки хімічної промисловості були покладені в Україні у 18 ст., коли розвинулося виробництво стрільного пороху. Правда, 1764 Московський сенат, боячися повстання козаків, наказав розмонтувати всі порохові заводи в Україні, але 1777 року їх відновили, і вже в 1790 — 95 pоках один лише завод у Шостці покривав половину попиту на порох всієї Російської Імперії. Продукція пороху у невеликих кількостях була наладнана в інших місцевостях України, у тому числі й у Львові. Відома була в Україні також продукція селітри (амонієвої), але в 19 ст. вона зовсім занепала. До ранніх підприємств хімічної промисловості в Україні належить фабрика мідного купоросу в Путивлі (1743).
Однією зі старовинних галузей хімічної промисловості в Україні є виробництво лаків і барвників. Фарби й емалі виготовляли в Україні ще за Київської Русі (11 — 12 ст.); спочатку виробництво базувалося на переробці сирих матеріалів та рослин, пізніше (з 14 ст.) почали вживати природні смоли і бітуми. Першими продуцентами фарб були в Україні гончарі, а також монастирі (Михайлівський у Києві), у 14 — 18 ст. - кустарі. Першими великими фірмами лакофарбової промисловості був завод в Одесі (з 1856), далі зав. у Харкові (1857), Києві (1860), Полтаві (зав. олов'яних білил, 1870); при кінці 19 ст. збудовано лакофарбові завод у Львові й Харкові. 1910 — 1914 роках лакофарбова промисловість була винятково добре розвиненою галуззю хімічної промисловості в Україні.
Як і в інших галузях народного господарства царської Росії, на початку розвитку хімічної промисловості в Україні велику роль відігравав закордонний капітал. Так, одним з перших промислових закладів хімічної промисловості був завод Шульце в с. Іванівка на Харківщині (з 1843), що почав виробляти сірчану кислоту. Менші заводи були в Києві й на Чернігівщині.
До дуже давніх галузей хімічної промисловості України належить соляна промисловість. Лише в 1913 — 16 pоках почалася переробка солі калію в Калуші (Галичина). Цю переробку поширено після першої світової війни на Стебник, який у 1922 — 32 pоках постачав для сільського господарства західних земель каїніт. Продукція соди почалася в Україні під кін. 19 ст. (див. Содова промисловість). У 1870 pоках розвинулася коксохімічна промисловість.
Центром виробництва сірників з 1850-х pоках був Львів, згодом і Чернігівщина.
На початку 20 ст. почалася в Україні продукція каучукових виробів; перший завод з уваги на потреби війни збудовано в Києві. 1915 року наладнано випуск деяких хімічних речовин на заводі «Коксобензоль» у Донбасі, а 1916 — 17 роках побудовано завод синтетичної азотної кислоти в Юзівці (тепер Донецьк) та на содовому заводу в Слов'янському (зараз Слов'янськ). Хімічні фабрики побудовано також в Одесі (суперфосфатна, лакофарбова), Костянтинівці, Маріуполі (ультрамариновий зав.). Тоді ж вступив у дію завод анілінових барвників у Рубіжнному. Всі ці заводи, значно поширені й розбудовані, працюють донині, а деякі з них (Рубіжанський, Донецький) належать до найбільших хімічних заводів в Україні.
Вартість всієї хімічної промисловості України на 1913 рік перевищувала 20 млн крб. золотом, що становило 10 % вартости хімічної промисловості Російської Імперії. За видами хімікатів продукція України 1913 року становила (в млн т):
- Первинні хімікати:
  - кам'яновугільна смола = 38,6
  - 25%-ова аміачна вода = 16,1
- Вторинні продукти:
  - сірчанокислий амоній = 13,5
  - важкі мастила = 10,9
  - пек = 12,6

### 1917—1941
Воєнні дії першої світової війни та революція 1917 року значно пошкодили підприємства хімічної промисловості в Україні. 1921 — 1927 pоках були добою реорганізації. У листопаді 1921 року створено в Україні трест «Хімвугілля», який перейменовано 1922 року на «Південхімтрест» (кілька хімічних фабрик України увійшли до всесоюзного тресту «Фосфатотук»). 1927 — 1928 роках Україна давала 15,4 % всієї продукції хімічної промисловості СРСР, вартістю на 56,5 млн золотих крб. 1928 року створено 'Комітет хімізації при Раді народних комісарів УРСР'; того ж року продукція хімічної промисловості досягла рівня 1914 року. За першої п'ятирічки плановано вкласти в хімічну промисловість УРСР 320 — 340 млн крб. Наголос робився на збільшення випуску мінеральних добрив для сільського господарства і продукції хімікатів воєнного призначення. Для цього побудовано ряд нових заводів: суперфосфатний у Костянтинівці, кіно-фотоплівки в Шостці, завод «Харпластмас» у Харкові та завод пластиків у Прилуці. З давніших значно поширено завод в Донецьку, Одесі, Вінниці.
З посиленням централізації і ліквідацією системи Вищої Ради Народного Господарства (1932) української хімічної промисловості підпала під керівництво новоствореного всесоюзного Наркомату важкої пром-сти в Москві. До нових підприємств того часу належить Горлівський комбінат (синтетичний аміак з коксового газу), Дніпропетровський галалітовий завод, лако-барвникові фабрики в Дніпропетровську і Гуляй-Полі, фабрика етеру в Києві, суриковий зав. у Кривому Розі (залізні піґменти) і перший в Україні зав. штучного віскозного шовку — «Київського».
З проєктів 3-ї п'ятирічки (1938 — 42) здійснено лише деякі новобудови: азотнотуковий зав. у Дніпродзержинську, Слов'янський новосодовий зав. та перші цехи Лисичанського хімкомбінату (зараз ПАТ Сєвєродонецьке об'єднання «Азот»). 1940 року хімічна промисловість давала (в тис. т): мінеральних добрив — 1 012, сірчаної кислоти — 407, кальцинованої соди — 434, каустичної соди — 64, калійних добрив — 82, лаків — 45, фарб і барвників — 8, синтетичного волокна — 1,6; у продукції суперфосфатів УРСР здобула 1941 року майже монопольне становище в СРСР. 1939 року з Всесоюзного Наркомату важкої пром-сти виділено окремий наркомат Хімічної промисловості, і йому передано найважливіші українські підприємства первинної хімії. Швидке зростання Xімічної промисловості видно зі збільшення її основних фондів (у млн крб): 1928 — 154, 1932 — 464, 1937 — 1270.

### З 1944
Війна 1941 — 45 років знову зруйнувала хімічної промисловості Її відбудова тривала довше, ніж ін. галузей пром-сті, бо одночасно з відбудовою доцільно було модернізувати технологію виробництва, зокрема з видобутку сірчаної кислоти, каустичної соди та калійних добрив. Довоєнного рівня у цих галузях досягнуто було в 1952 — 56 pоках. Великий крок вперед зробила Xімічна промисловість України в 1955 — 1970 pоках, коли планувальні органи республіки мали змогу дещо більше керувати її розбудовою. За ці роки побудовано нові хімічні підприємства: хімімічних реактивів у Шостці та Черкасах, бромовий завод в Красноперекопську в Криму, хімічний комбінат у Сумах, завод у Львові, сірчаний хімічно-гірничий комбінат у Роздолі, завод фарб у Донецьку, завод штучного волокна в Черкасах, Чернігові й Сокалі, шинний завод у Дніпропетровську, хімічно-металургійний комбінат у Калуші, калійний комбінат у Стебнику, сірковий комбінат у Яворові. Одночасно на існуючих хімічних комбінатах Донбасу було побудовано нові цехи, які опановували нові види продукції, передусім пластмас та композитів. Разом з тим частка України в хімічній промисловості всього СРСР зросла з 10 % у 1913 до 21 % в 1940 році і 23 % у 1970 році; у тому ч. продукція мінеральних добрив до 29 % СРСР, сірки — 64 %, сірчаної кислоти — до 18 %, синтетичних барвників — до 32 %, соди кальцинованної — до 25 %, соди каустичної — до 12 %, пластмас — до 25 %, отрутохімікатів — до 12 %, побутової хімії — до 33 %.
Значення хімічної промисловості зросло ще більше в 1970 — 1980 pоках, коли було побудовано нові заводи - синтетичного волокна в Житомирі, тонкого органічного синтезу в Івано-Франківську, новий шинний комбінат у Білій Церкві, завод азотних добрив у Рівному, завод двоокису титану в Криму, виробництво капролактаму на Сєверодонецькому комбінаті та ін.
Випуск синтетичних волокон в Україні (в тис. т):
|                            | 1950 | 1965 | 1970 | 1981  |
| -------------------------- | ---- | ---- | ---- | ----- |
| хімічні волокна            | 2,9  | 43,9 | 65,3 | 164,3 |
| у тому ч.:                 |      |      |      |       |
| штучні волокна і нитки     | 2,9  | 20,3 | 23,3 | 61,1  |
| синтетичні волокна і нитки | —    | 23,6 | 41,9 | 103,2 |
| штапельне волокно          | —    | 2,2  | 7,0  | 15,9  |

Випуск штучного волокна в УРСР становив 1975 року 19 % продукції СРСР, віскозних ниток — 37 %. Виріб штапельного волокна і целофану розпочато в 1974 — 1980 pоках. Продукція пластмас, синтетичних смол та склопластиків наладнана в Україні відносно задовільно; тут працює близько 30 великих фабрик, побудованих переважно після 1950 року. Випуск карбамідних смол становив 1970 року — 47 000 т, алькідних смол — 14 400 т, кремнієвих органічних сполук — 3 660 т.
У зв'язку зі збільшенням видобутку сірки на заході України змінилася структура вихідної сировини для виробу сірчаної кислоти (на 1975 рік у % до всієї сировини; в дужках — 1960): колчедан — 48,9 (66,9), елементарна сірка — 37,1 (16,8), похідні гази — 14,0 (16,3). Також у структурі вихідної сировини для виробу азотових хімікатів відбулися великі зміни: збільшення природного газу коштом коксового: 1965 коксовий газ становив 50,7 % вихідної сировини, природний газ — 49,3 %; відповідні числа на 1975: 23,9 % і 76,1 %.
Однією з найголовніших ділянок хімічної промисловості в Україні є мінеральні добрива. Продукцію (в тис. т) видно з таблиці:
|             | 1965  | 1970   | 1975   | 1981   |
| ----------- | ----- | ------ | ------ | ------ |
| Всі добрива | 7312  | 11 541 | 18 265 | 21 146 |
| у тому ч.:  |       |        |        |        |
| фосфатні    | 2 777 | 3 761  | 6 302  | 7 844  |
| азотні      | 3905  | 6810   | 10 840 | 12 513 |
| калійні     | 630   | 959    | 1096   | 759    |

Наладнано також випуск метилового спирту, ацетальдегіду, винної (оцтової) кислоти, вініль-ацетатів, нітрону та різних емульсій, потрібних для виробу субститутів для одягу (штучна шкіра, штучні хутра, покриття для сидінь в автомобілях тощо). У секторі лаків і фарб введено в дію цехи, які почали продукувати прозорі лаки для покриття дерев'яних меблів, цехи, що продукують похідні алкідних смол; збільшено виробництво мумій та залізного сурика, ультрамаринових сполук. Близько половини продукції української лакофарбникової продукції вивозиться за межі УРСР, у тому числі до багатьох інших країн. У ділянці гербицидів українська хімічна промисловість перейшла в 1970-х pоках на випуск безпечніших з екологічного та гігієнічного погляду й ефективніших продуктів (етеросульфонат, дихоральмочовина, трихлорацетат натрію, кельтан та ін.). Але продукція препаратів ДДТ та ДНОК все ще становить поважну частину гербицидів.
Частка укр. X. п. в продукції всього СРСР на 1965 рік становила — 70 %: всі мінеральні добрива — 21, сірчана кислота — 18, сода кальцинована — 64, отрутохімікати — 12, вироби побутової хімії (пластмаси, волокна й ін.) — 33. Зміна відбулася ще в тому, що в 1960-х pоках переважала в укр. X. п. первинна (велика) хімія, а в 70-х pоках різко підвищилася частка виробів вторинної хімії. Особливо гальмує зростання хімічної промисловості в Україні потреба скорочувати випуск тих хімікатів і синтетичних матеріалів, що виробляються на базі переробки нафти, а також вугілля.
Xімічній промисловості належить до малотрудомістких ділянок важкої промисловости. Вона потребує коштовного устаткування, значної кількости джерел енергії, великої кількости хімічної первинної і допоміжної сировини, але порівняно невеликої чисельності робітників, зате з великим відсотком фахівців високої кваліфікації. На кінець 1973 укр. X. п. мала 19 170 спеціалістів з вищою та 36 000 з середньою спеціальною освітою, тобто 6,4 % і 4,5 % всіх працюючих у промисловості України. Питома вага X. п. в продукції всієї промисловості УРСР становить на 1975 — 1980-і pоки незмінно 6,3 % (за вартістю продукції в оптових цінах 1975); частка виробів хімічної промисловості в структурі предметів споживання — 2,4 % всіх пром. товарів широкого вжитку.
| Види продукції (в тис. т)                  | 1913 | 1928 | 1940 | 1945 | 1950 | 1960 | 1970   | 1980   |
| ------------------------------------------ | ---- | ---- | ---- | ---- | ---- | ---- | ------ | ------ |
| Мінеральні добрива                         | 36   | 57   | 1012 | 136  | 1536 | 3853 | 11 541 | 19 739 |
| Сірчана кислота                            | 45   | 72   | 407  | 72   | 395  | 1311 | 2223   | 4507   |
| Кальцинована сода                          | 113  | 167  | 413  | 122  | 531  | 773  | 871    | 1077   |
| Каустична сода                             | 36   | 39   | 78   | 8    | 41   | 104  | 218    | 396,4  |
| Лаки та фарби                              | 10   | —    | 55   | —    | 93   | 205  | 400    | 1 100  |
| Хімічне волокно                            | —    | —    | 1,6  | —    | 2,9  | 14,2 | 65,3   | 161,2  |
| Отрутохімікати для сільського господарства | —    | —    | —    | —    | —    | 7,0  | 34,6   | 84,4   |

## Основні галузі хімічної промисловості
- Гірнича хімія — займається видобутком природної хімічної сировини: калійні солі (Калуш, Стебник), кам'яна сіль (Слов'янськ, Бахмут, Солотвине, Сиваш), сірка (Яворів, Новий Розділ), фосфорити (Середнє Придністров'я), озокерит (Борислав). Тому можна виділити три райони гірничої хімії: Донбас, Прикарпаття, Присивашшя.
- Основна хімія — виробляє кислоти, мінеральні добрива, соду та інше:
  - калійні добрива — виробництво тяжіє до сировини — видобутку калійних добрив (Калуш, Стебник);
  - азотні — виробництво тяжіє до коксохімічних і металургійних підприємств, газопроводів. Центри: Сєвєродонецьк, Горлівка, Кам'янське, Черкаси, Рівне;
  - фосфатні — виробництво тяжіє до споживача. Центри: Вінниця, Суми, Одеса;
  - сода — виробництво тяжіє до сировини (до кухонної солі) (Донбас, Крим);
  - сірчана кислота — сировиною є сірка Прикарпаття та сірчисті гази металургійних підприємств. Центри: Суми, Вінниця, Сєвєродонецьк, Одеса, Горлівка.
- Хімія органічного синтезу — розвивається на основі переробки нафти, газу, вугілля. Орієнтується на сировину, електроенергію, воду: пластмаси (Донецьк, Запоріжжя, Сєвєродонецьк, Луцьк), хімічні волокна (Київ, Черкаси, Чернігів), лаки і фарби (Київ, Львів, Одеса, Харків, Чернівці, Дніпро). Фармацевтична (ліки) і мікробіологічна (вітаміни, добавки) промисловість орієнтуються на споживача, розміщена у таких містах: Київ, Харків, Горлівка, Одеса, Львів. Хімволокно виробляють у Києві, Сєвєродонецьку, Черкасах, Житомирі. Виробництво кінофотоплівки зосереджено у Шостці.

## Географія
Більшість підприємств хімічної промисловості зосереджено у трьох районах: Придніпров'ї, Донбасі, Прикарпатті, тому ці райони найбільше екологічно забруднені. Зокрема, основними виробниками хімічної продукції в Україні є холдингова група OSTCHEM, до складу якої входять Черкаський «Азот», Концерн «Стирол» (Горлівка), Сєвєродонецький «Азот» та «Рівнеазот». Також великими виробниками хімічної продукції є Київхімволокно, Алчевський коксохімічний завод, Вінницяпобутхім, Дзержинський фенольний завод тощо.

## Власність активів
На початку 2011 року Дмитро Фірташ придбав ВАТ «Азот» у харківського олігарха Олександра Ярославського. Вартість заводу не розголошується, однак відомо, що Ярославський прагнув отримати за «Азот» $800 млн і залишився задоволений результатом угоди. Дмитро Фірташ та пов'язані з ним структури зосередили у своїх руках виробництво 100 % селітри в Україні, 80 % карбаміду та 75 % аміаку.
Дмитро Фірташ — власник холдингу OSTCHEM (входить до складу фінансово-промислової групи «Group DF»), що об'єднує групу хімічних підприємств, які виробляють мінеральні добрива, органічні кислоти, діоксид титану, кальциновану соду, рідкий азот та інші хімічні продукти, контролює 4 з 6 українських виробництв азотних добрив.
Фірташ впевнений, що консолідація українського хімпрому — це єдиний засіб для галузі бути конкурентною у світі. Зокрема, модернізація та консолідація підприємств хімічної промисловості дала змогу збільшити обсяги виробництва та вивести хімпром України на новий міжнародний рівень. Зараз OSTCHEM забезпечує 2,5 % світового споживання ІАС і 1,4 % світового споживання КАС (карбамідо-аміачної суміші).

Головний інвестор у хімічну промисловість України Дмитро Фірташ впевнений, що успіх України на глобальному титановому ринку залежить від того, наскільки швидко буде створений титановий холдинг. Дмитро Фірташ: 
|  | Я абсолютно не сумніваюся, що чим швидше буде створений вертикально-інтегрований титановий холдинг, тим краще для України |

Поза зоною його впливу залишилися ВАТ «ДніпроАЗОТ», яким володіє Ігор Коломойський та Одеський припортовий завод (знаходиться у державній власності).